# Gecko
Gecko è il motore di rendering utilizzato dal browser Mozilla Firefox, dal client di posta Mozilla Thunderbird e da altri prodotti. È scritto in linguaggio C++ ed è progettato per supportare gli standard aperti usati su Internet. Originariamente creato dalla Netscape Communications per il browser Netscape, oggi è mantenuto dalla Mozilla Foundation.
Gecko offre una ricca API progettata per le applicazioni legate al web, come i browser, la presentazione dei contenuti e i programmi client/server. È usato soprattutto dai browser derivati da Mozilla, come Mozilla Firefox e Seamonkey, ma non solo. Gecko è multipiattaforma e funziona su un buon numero di sistemi operativi, come Linux, Unix, macOS e Windows.
Gecko è stato per anni considerato come il secondo più popolare motore di rendering per il web, dopo Trident (utilizzato da Internet Explorer per Windows), ma prima di KHTML e WebKit (usati da Konqueror e da Safari, sono due motori diversi ma derivanti dallo stesso progetto), Carakan (Opera) e Tasman (Internet Explorer per Mac). La nota società russa Kaspersky Lab, produttrice dell'omonimo antivirus, ha utilizzato la libreria Gecko sdk versione 1.8 per lo sviluppo del componente del suo prodotto.

## Supporto agli standard
Queste sono le tecnologie più importanti supportate da Gecko:
- HTML 4.01
- HTML 5
- XML 1.0
- XHTML 1.1
- MathML
- X-Forms
- SVG
- CSS livello 1 e 2 (supporto parziale per il 3)
- DOM livello 1 e 2 (parzialmente anche DOM 3)
- RDF
- JavaScript 1.8 (ECMAScript 3, e parziale supporto per ECMAScript 5), implementato in SpiderMonkey